# Wellesley (Massachusetts)
Wellesley é uma vila localizada no condado de Norfolk no estado estadounidense de Massachusetts. No Censo de 2010 tinha uma população de 27.982 habitantes e uma densidade populacional de 1.026,99 pessoas por km².

## Geografia
Wellesley encontra-se localizado nas coordenadas 42° 18′ 19″ N, 71° 17′ 01″ O. Segundo o Departamento do Censo dos Estados Unidos, Wellesley tem uma superfície total de 27.25 km², da qual 25.94 km² correspondem a terra firme e (4.78%) 1.3 km² é água.

## Demografia
Segundo o censo de 2010, tinha 27.982 pessoas residindo em Wellesley. A densidade populacional era de 1.026,99 hab./km². Dos 27.982 habitantes, Wellesley estava composto pelo 85.12% brancos, o 2.04% eram afroamericanos, o 0.13% eram amerindios, o 9.85% eram asiáticos, o 0.03% eram insulares do Pacífico, o 0.7% eram de outras raças e o 2.14% pertenciam a duas ou mais raças. Do total da população o 3.65% eram hispanos ou latinos de qualquer raça.